# Le Blason (film, 1915)
Pour les articles homonymes, voir Blason.
Le Blason est un film muet français réalisé par Louis Feuillade et sorti en 1915.

## Fiche technique
- Réalisation et scénario : Louis Feuillade
- Société de production :  Société des Etablissements L. Gaumont
- Pays de production : France
- Format : Noir et blanc - Muet - 1,33:1 - 35 mm
- Genre : Court métrage
- Date de sortie : 
  - France : 1915

## Distribution
- Édouard Mathé
- Berthe Jalabert
- Georgette Faraboni
- Jeanne Marie-Laurent
- Gaston Michel
- Marthe Vinot